# 彭紹瑾
彭 紹瑾（ほう しょうきん、ポン シャオジン、1957年〈民国46年〉2月28日 - ）は、中華民国（台湾）の検察官、弁護士、大学副教授、政治家。元公平交易委員会副主任委員。民主進歩党所属の元立法委員。

## 経歴
1995年の第3回立法委員選挙で桃園県選挙区から出馬し、初当選。1998年の第4回立法委員選挙でも再選された。
2001年の桃園県長選挙に立候補したが、国民党候補の朱立倫に敗れ落選した。
2004年の第6回立法委員選挙に出馬し、再び立法委員に職に戻った。
2009年の新竹県長選挙に立候補したが、国民党候補の邱鏡淳に敗れ落選した。
新竹県選挙区の邱鏡淳が立法委員を辞職することに伴い、翌年2月27日に行われた補欠選挙で55%以上の得票率を獲得し当選した。2008年の選挙区再編以降、新竹県選挙区から当選した民進党の立法委員は彭紹瑾のみである。
2012年の第8回立法委員選挙では、新竹県選挙区から再選を目指し出馬したが、国民党候補の徐欣瑩に敗れ落選した。
2017年2月1日、林全内閣で公平交易委員会副主任委員に任命された。

## 立法委員
立法委員の在職中、暴力団事件を積極的に追及した。
立法委員に就任した6か月後、彭紹瑾が何者かに切りつけられる彭紹瑾暗殺未遂事件が発生した。犯人は「司法改革への不満と復讐のため」と自白した。
立法委員としての政治的キャリアの中で、司法正義を深く追求した人物として知られる。

## 選挙記録
| 年度 | 選挙                  | 選挙区       | 所属政党   | 得票数  | 得票率 | 当選 | 注釈 |
| ---- | --------------------- | ------------ | ---------- | ------- | ------ | ---- | ---- |
| 1995 | 第3回立法委員選挙     | 桃園県選挙区 | 民主進歩党 | 60,343  | 9.45%  |      |      |
| 1998 | 第4回立法委員選挙     | 桃園県選挙区 | 民主進歩党 | 46,331  | 6.90%  |      |      |
| 2001 | 第14回桃園県長選挙    | 桃園県       | 民主進歩党 | 353,568 | 44.20% |      |      |
| 2004 | 第6回立法委員選挙     | 桃園県選挙区 | 民主進歩党 | 48,192  | 6.54%  |      |      |
| 2009 | 第16回新竹県長選挙    | 新竹県       | 民主進歩党 | 77,126  | 30.55% |      |      |
| 2010 | 第7回立法委員補欠選挙 | 新竹県選挙区 | 民主進歩党 | 71,625  | 55.97% |      |      |
| 2012 | 第8回立法委員選挙     | 新竹県選挙区 | 民主進歩党 | 102,953 | 37.05% |      |      |